# Резиденция президента Республики Беларусь
Резиденция президента Республики Беларусь — официальная резиденция президента Беларуси, расположенная в Минске по адресу: улица К. Маркса, 38.

## История строительства
Здание строилось для ЦК КПБ в 1939—1941 годах, строительство закончено в 1947 году (архитекторы А. П. Воинов и В. Н. Вараксин). Одно из наиболее значительных сооружений белорусской советской архитектуры.

## Описание
Целостный 6-этажный объём поставлен на массивный гранитный цоколь. Здание по всему периметру украшено профилированными лопатками и увенчано мощным аттиком. Объемно-пространственная композиция соответствует планировочной структуре и конструктивной основе здания. Удобные рабочие помещения расположены вдоль светлого коридора. На главной оси находится вынесенный в пристройку зал заседаний. При строительстве впервые в республике были использованы сборные железобетонные плиты для перекрытий.
А. П. Воинов так описывал здание:
Здание поставлено в 40 м от красной линии, перед ним разбит зеленый газон. В 1976 года с юго-запада пристроено правое крыло, решение которого повторяет архитектуру главного фасада. По оси здания и центрального сквера создана центральная площадь города.